# Баляш Олег Григорович
Олег Григорович Баляш (нар. 14 жовтня 1973, Львів) — український підприємець, працює у галузях банківської справи, лікеро-горілчаної промисловості та рітейлу. Власник (співвласник) ряду українських підприємств у кількох галузях економіки. Співвласник «Оксібанку».

## Біографія
Народився 14 жовтня 1973 року у місті Львові. Має дві вищі освіти: у 1995 році закінчив факультет прикладної математики та механіки Львівського державного університету імені Івана Франка. А у 2011 році економічний факультет інституту післядипломної освіти НУ «Львівська політехніка» за спеціальністю «Фінанси».
Протягом 1992–2012 років працював на керівних посадах у ряді українських підприємств, був засновником кількох торгівельних мереж: «Крез», «Комп'ютерний світ», «Шок» (основна спеціалізація — комп'ютерна та побутова техніка).
Крім того Олег Баляш є помітним підприємцем у девелоперському бізнесі — є власником (співвласником) та управителем мережі торгівельних центрів у майже 10 обласних центрах України, у тому числі у Києві (ТЦ Smart Plaza Polytech). У Баляша були конкуренти на цей актив — компанія Dragon Capital (видавець журналу Новое Время), яка врешті купила схожий об'єкт — ТЦ Smart Plaza Obolon.
У 2020 році ТЦ Smart Plaza Polytech очолив рейтинг найкращих малих ТЦ у містах-мільйонниках за версією Асоціації ритейлерів України та журналу НВ.
Також ТЦ Олега Баляша є у Львові (Опера Пасаж), Харкові, Вінниці (Plaza Park), Луцьку, Рівному, Івано-Франківську та ін. Співзасновник «Оксі-банку», який створений на базі заснованого у 1991 році «Галс-банку». У 2008 році банк Галс відновив діяльність, а невдовзі був перейменований на Оксі. Спільно з дружиною Оксаною сумарно є власниками 81,7 % акцій банку. З 2012 року є заступником голови спостережної ради ПАТ «Оксі Банк».
Також є співзасновником НВП «Гетьман», яке спеціалізується на виробництві горілок преміум-класу та є одним з лідерів галузі в Україні. За даними профільної асоціації Укргорілка, входить до п'ятірки найбільших горілчаних компаній України.
У 2020 році на аукціоні ФДМУ спільно з партнерами придбав Великолюбінський спиртзавод (тепер «Гуральня Бруницьких».

## Політична та громадська діяльність
Голова ЛМО партії «Наш край», а від 15 лютого 2019 року — голова Волинської обласної організації цієї партії. Протягом 2006—2009 та 2011—2015 рр. був депутатом Львівської обласної ради двох скликань, спочатку перебував у фракції «Батьківщини», згодом у фракції Партії Регіонів. У 2015 році балотувався на виборах міського голови Львова від партії «Наш край».
27 січня 2014 року фракція Партії Регіонів Львівської обласної ради, у складі якої перебував Олег Баляш, заявила про свій саморозпуск.